# Giroselle
Primula meadia
Espèce
Classification phylogénétique
La giroselle de Virginie (Primula meadia ou Dodecatheon pauciflorum) est une espèce de plantes à fleurs de la famille des Primulaceae.
Synonyme :
- Dodecatheon meadia L.

## Description
C'est une plante vivace rustique dont la fleur est réputée pour sa beauté. Cette plante atteint 40 cm de haut pour 25 cm de diamètre environ.
Ses feuilles ovales dentées, longues de 10 à 25 cm sont de couleur vert pâle à moyen.
Floraison : de mars à mai, ombelles composées d'environ 15 fleurs rose-magenta, de 1 à 2 cm de long, sur des tiges vigoureuses.

## Répartition
Origine : sud-ouest des États-Unis.